# Rajdowe Mistrzostwa Europy

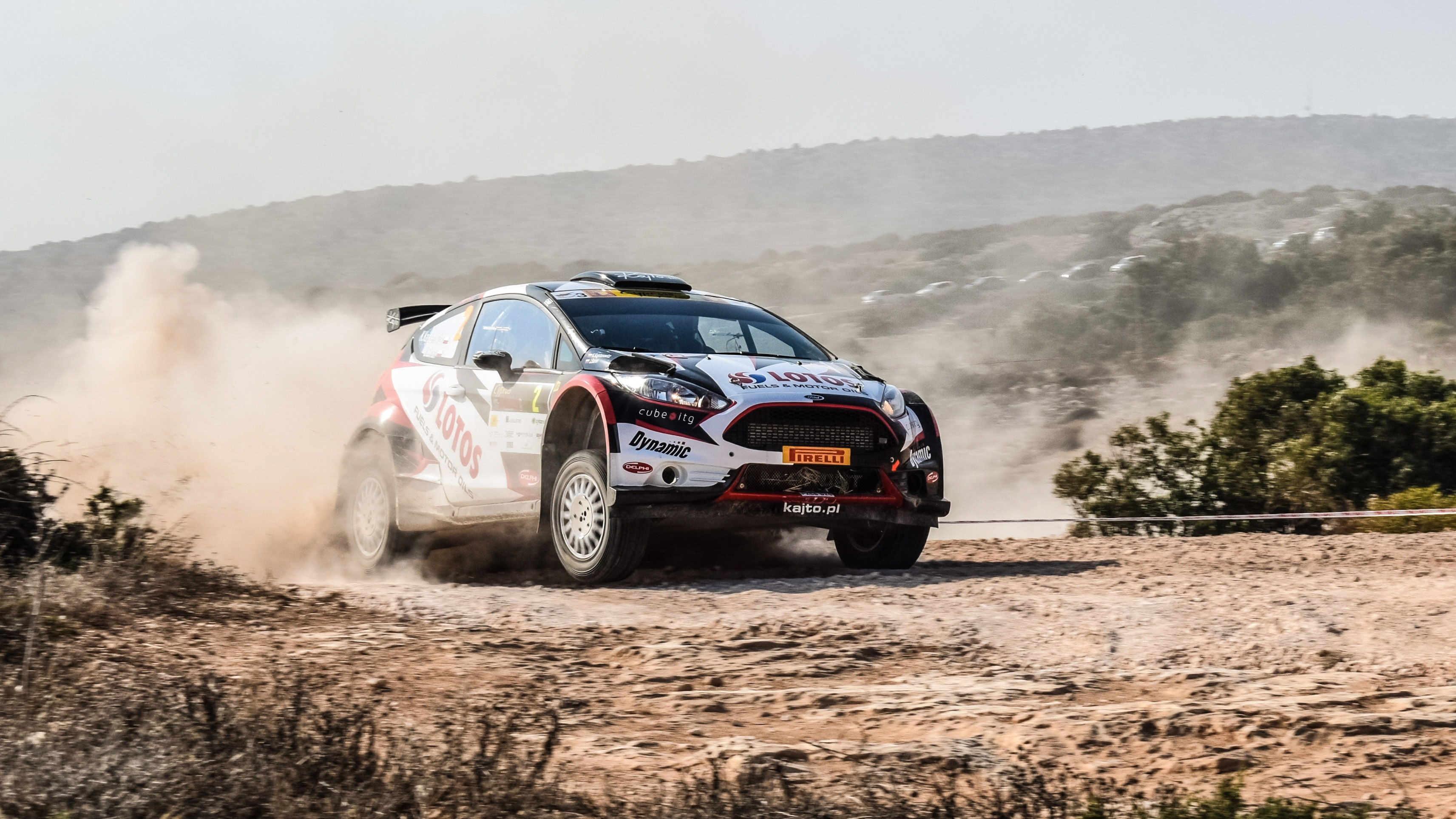
Trzykrotny mistrz Europy Kajetan Kajetanowicz, podczas Rajdu Cypru w roku 2017

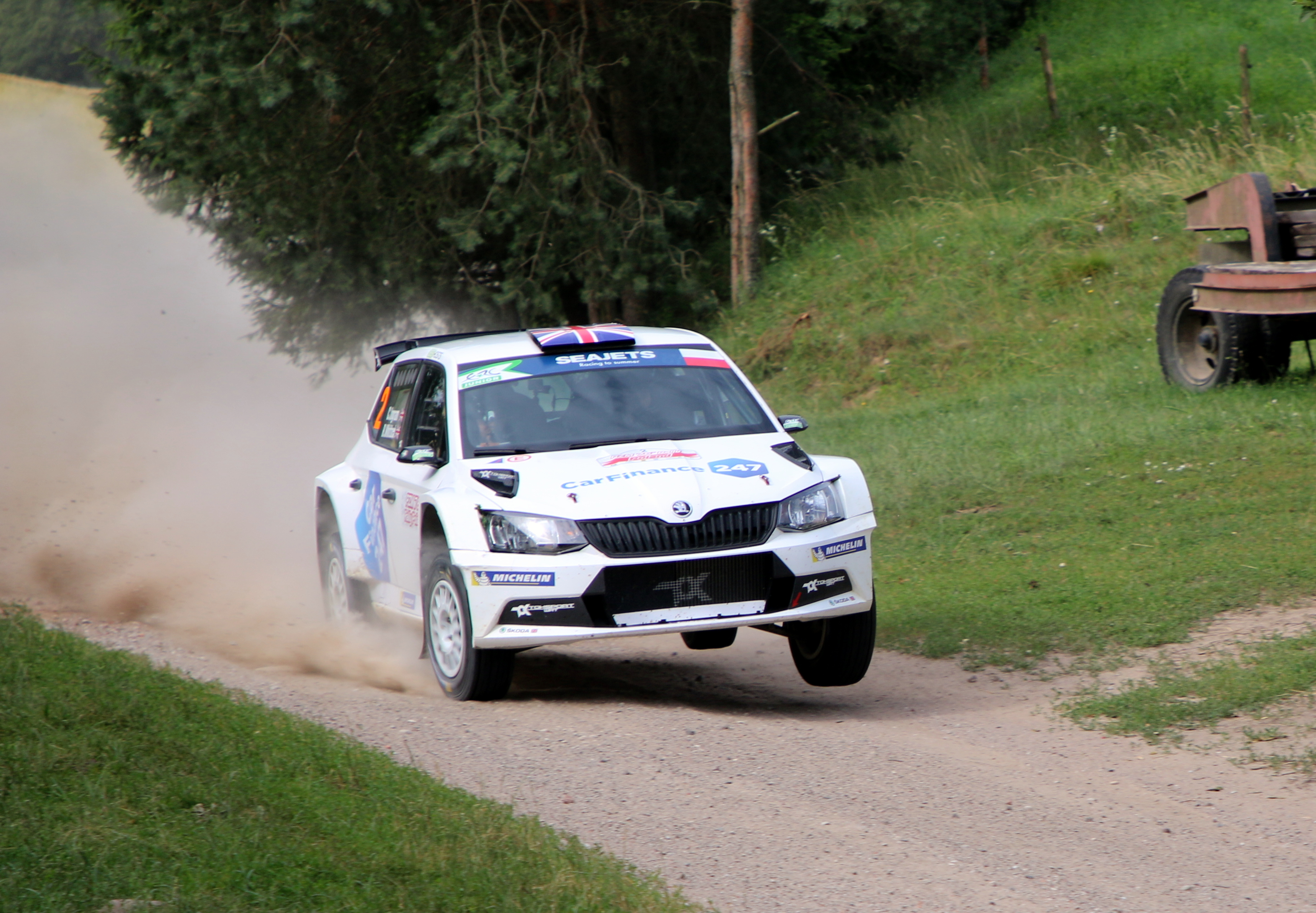
Mistrz Europy 2019 Chris Ingram, podczas Rajdu Polski

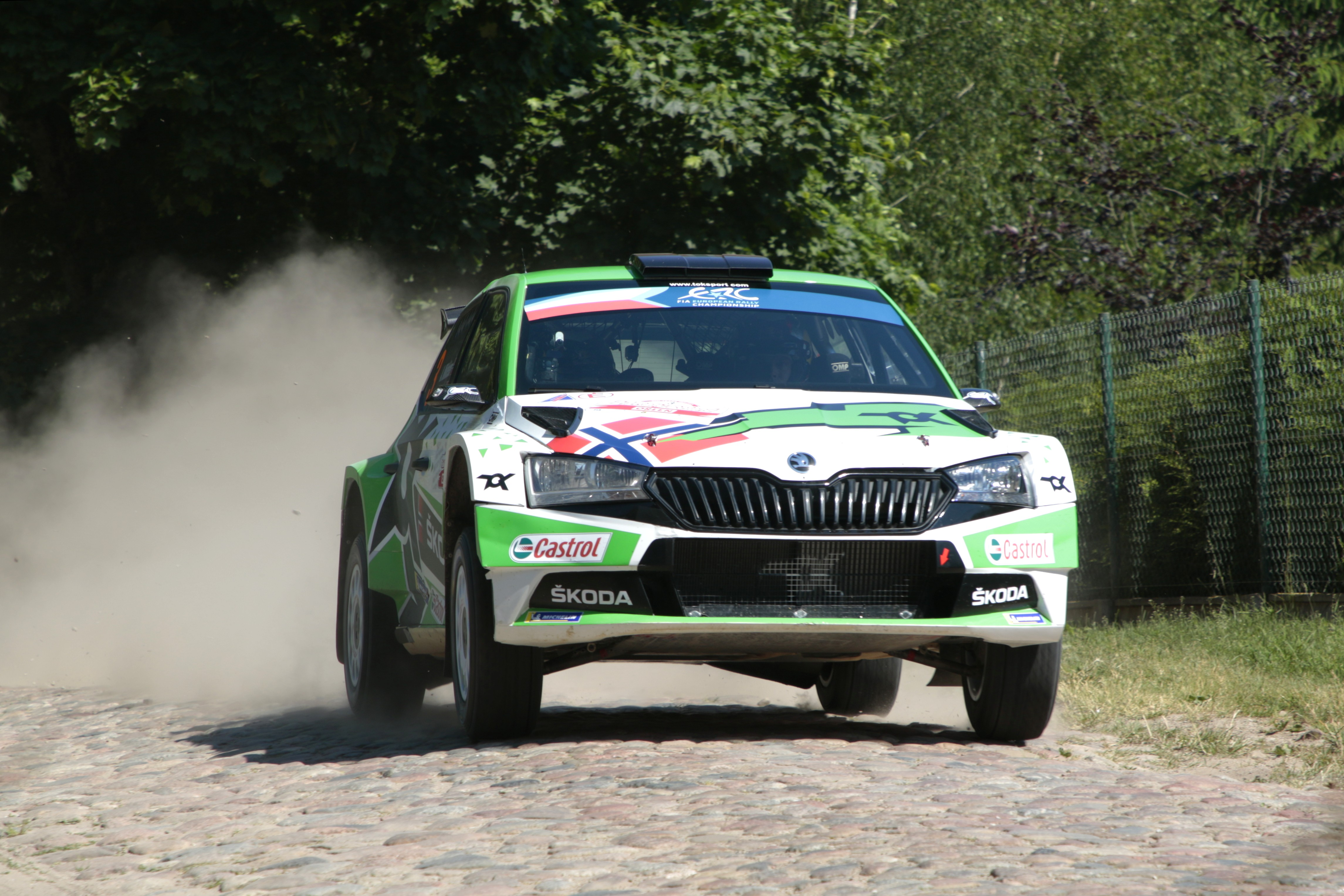
Mistrz Europy 2021 Norweg Andreas Mikkelsen, podczas Rajdu Polski 2021

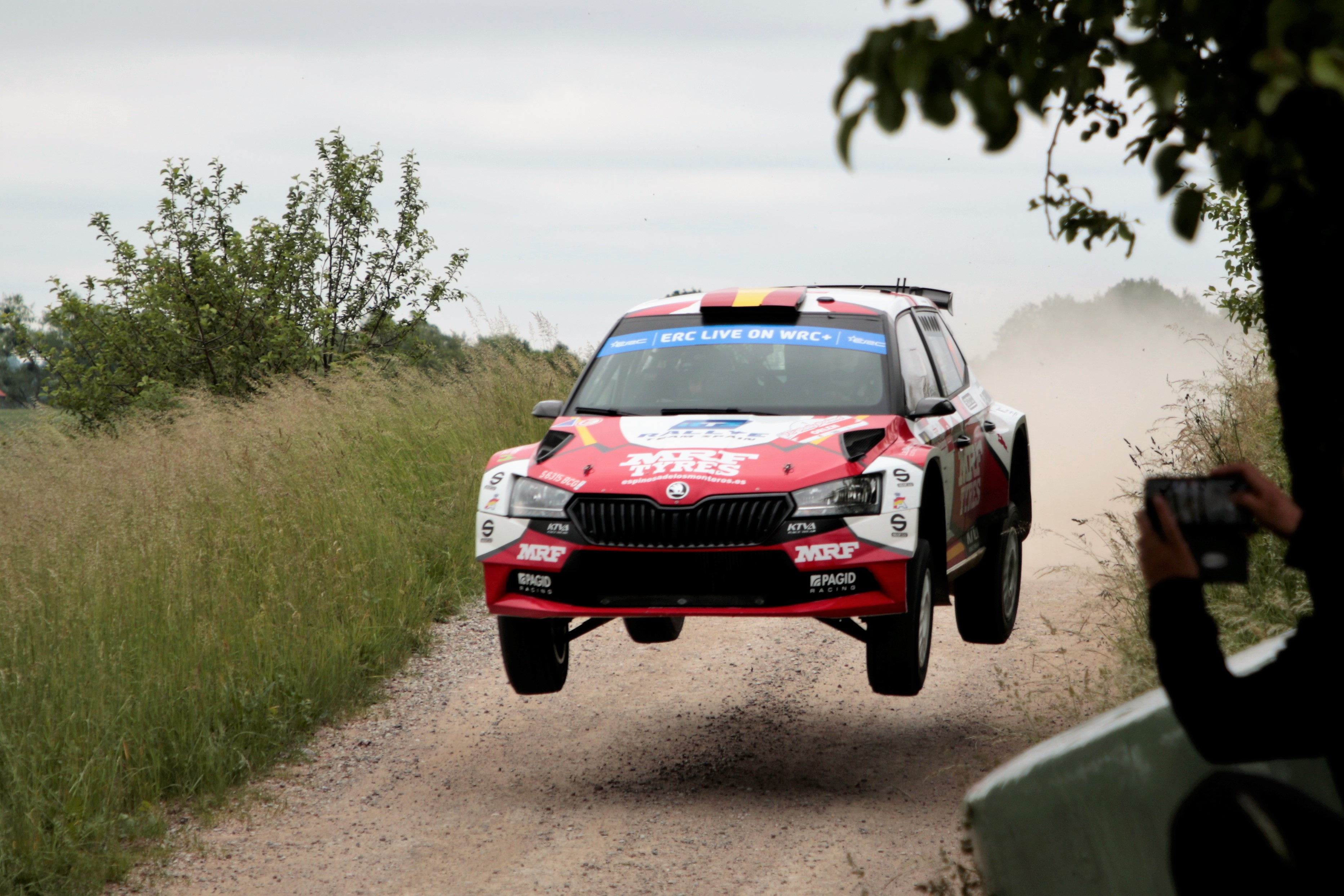
Mistrz ERC 2022 Hiszpan Efrén Llarena podczas Rajdu Polski 2022

Rajdowe Mistrzostwa Europy, ang. European Rally Championship (ERC) – cykl rajdów samochodowych organizowany przez Fédération Internationale de l'Automobile (FIA) wyłaniających najlepszego kierowcę kontynentu europejskiego. Pierwsza edycja została zorganizowana w 1953 roku.
Spośród polskich zawodników tytuł ten udało się zdobyć trzem kierowcom: Sobiesławowi Zasadzie (trzykrotnie), Krzysztofowi Hołowczycowi (jednokrotnie) i Kajetanowi Kajetanowiczowi (trzykrotnie). Przy czym Sobiesław Zasada zdobył go w latach, gdy Mistrzostwa Europy były najważniejszym w świecie cyklem rajdowym, a zdobyte w nich tytuły były równoznaczne z obecnymi tytułami zdobywanymi w Rajdowych Mistrzostwach Świata (WRC), gdyż tych jeszcze wówczas nie organizowano.

## Klasyfikacja generalna ERC
| Sezon | Sezon | I miejsce              | II miejsce          | III miejsce         |
| ----- | ----- | ---------------------- | ------------------- | ------------------- |
| 1953  | 1953  | Helmut Polensky        | Ian Appleyard       | Gert Seibert        |
| 1954  | 1954  | Walter Schlüter        | Heinz Meier         | Gustav Menz         |
| 1955  | 1955  | Werner Engel           | Walter Schlüter     |                     |
| 1956  | 1956  | Walter Schock          | Paul Ernst Strähle  | Claude Storez       |
| 1957  | 1957  | Ruprecht Hopfen        | Martin Carstedt     | Claude Storez       |
| 1958  | 1958  | Gunnar Andersson       | Bernard Consten     | Max Riess           |
| 1959  | 1959  | Paul Coltelloni        | Erik Carlsson       | Wolfgang Levy       |
| 1960  | 1960  | Walter Schock          |                     |                     |
| 1961  | 1961  | Hans-Joachim Walter    | Gunnar Andersson    | Eugen Böhringer     |
| 1962  | 1962  | Eugen Böhringer        | Erik Carlsson       |                     |
| 1963  | 1963  | Gunnar Andersson       | Eugen Böhringer     | Henry Taylor        |
| 1964  | 1964  | Tom Trana              | Erik Carlsson       | Pat Moss-Carlsson   |
| 1965  | 1965  | Rauno Aaltonen         | Timo Mäkinen        | René Trautmann      |
| 1966  | G1    | Lillebror Nasenius     |                     |                     |
| 1966  | G2    | Sobiesław Zasada       | Timo Mäkinen        |                     |
| 1966  | G3    | Günter Klass           |                     |                     |
| 1967  | G1    | Sobiesław Zasada       | Lillebror Nasenius  | Dieter Lambart      |
| 1967  | G2    | Bengt Söderström       | Jean Francois Piot  | Timo Mäkinen        |
| 1967  | G3    | Vic Elford             | Jacques Hanrioud    |                     |
| 1968  | 1968  | Pauli Toivonen         |                     |                     |
| 1969  | 1969  | Harry Källström        | Gilbert Staepelaere | Simo Lampinen       |
| 1970  | 1970  | Jean-Claude Andruet    | Gilbert Staepelaere | Achim Warmbold      |
| 1971  | 1971  | Sobiesław Zasada       | Sandro Munari       | Jean-Pierre Nicolas |
| 1972  | 1972  | Raffaele Pinto         | Sobiesław Zasada    | Jean-Pierre Nicolas |
| 1973  | 1973  | Sandro Munari          |                     |                     |
| 1974  | 1974  | Walter Röhrl           | Klaus Russling      | Maurizio Verini     |
| 1975  | 1975  | Maurizio Verini        | Fulvio Bacchelli    | Andrzej Jaroszewicz |
| 1976  | 1976  | Bernard Darniche       | Antonio Zanini      | Andrzej Jaroszewicz |
| 1977  | 1977  | Bernard Darniche       | Michèle Mouton      | Ari Vatanen         |
| 1978  | 1978  | Tony Carello           | Franz Wittmann      | Gilbert Staepelaere |
| 1979  | 1979  | Jochi Kleint           | Antonio Zanini      | Billy Coleman       |
| 1980  | 1980  | Antonio Zanini         | Bernard Béguin      | Adartico Vudafieri  |
| 1981  | 1981  | Adartico Vudafieri     | Jean-Claude Andruet | Attila Ferjáncz     |
| 1982  | 1982  | Antonio "Tony" Fassina | Jimmy McRae         | Andrea Zanussi      |
| 1983  | 1983  | Miki Biasion           | Guy Fréquelin       | Antonio Zanini      |
| 1984  | 1984  | Carlo Capone           | Henri Toivonen      | Harald Demuth       |
| 1985  | 1985  | Dario Cerrato          | Fabrizio Tabaton    | Salvador Servià     |
| 1986  | 1986  | Fabrizio Tabaton       | Patrick Snijers     | François Chatriot   |
| 1987  | 1987  | Dario Cerrato          | Patrick Snijers     | David Llewellin     |
| 1988  | 1988  | Fabrizio Tabaton       | Patrick Snijers     | Fabio Arletti       |
| 1989  | 1989  | Yves Loubet            | Robert Droogmans    | Fabio Arletti       |
| 1990  | 1990  | Robert Droogmans       | Dario Cerrato       | Fabrizio Tabaton    |
| 1991  | 1991  | Piero Liatti           | Fabrizio Tabaton    | Patrick Snijers     |
| 1992  | 1992  | Erwin Weber            | Marian Bublewicz    | Pierre-César Baroni |
| 1993  | 1993  | Pierre-César Baroni    | Patrick Snijers     | Robert Droogmans    |
| 1994  | 1994  | Patrick Snijers        | Dieter Depping      | Vanio Pasquali      |
| 1995  | 1995  | Enrico Bertone         | Krzysztof Hołowczyc | Piero Liatti        |
| 1996  | 1996  | Armin Schwarz          | Kurt Göttlicher     | Enrico Bertone      |
| 1997  | 1997  | Krzysztof Hołowczyc    | Gianmarino Zenere   | Bruno Thiry         |
| 1998  | 1998  | Andrea Navarra         | Andrea Aghini       | Philippe Bugalski   |
| 1999  | 1999  | Enrico Bertone         | Pavel Sibera        | Paolo Andreucci     |
| 2000  | 2000  | Henrik Lundgaard       | Bruno Thiry         | Paolo Andreucci     |
| 2001  | 2001  | Armin Kremer           | Adruzilo Lopes      | Renato Travaglia    |
| 2002  | 2002  | Renato Travaglia       | Janusz Kulig        | Leszek Kuzaj        |
| 2003  | 2003  | Bruno Thiry            | Miguel Campos       | Václav Pech jr.     |
| 2004  | 2004  | Simon Jean-Joseph      | Luca Pedersoli      | Bruno Thiry         |
| 2005  | 2005  | Renato Travaglia       | Giandomenico Basso  | Simon Jean-Joseph   |
| 2006  | 2006  | Giandomenico Basso     | Krum Donczew        | Dimityr Iliew       |
| 2007  | 2007  | Simon Jean-Joseph      | Volkan Işık         | Renato Travaglia    |
| 2008  | 2008  | Luca Rossetti          | Michał Sołowow      | Volkan Işık         |
| 2009  | 2009  | Giandomenico Basso     | Michał Sołowow      | Corrado Fontana     |
| 2010  | 2010  | Luca Rossetti          | Antonín Tlusťák     | Michał Sołowow      |
| 2011  | 2011  | Luca Rossetti          | Luca Betti          | Antonín Tlusťák     |
| 2012  | 2012  | Juho Hänninen          | Michał Sołowow      | Luca Betti          |
| 2013  | 2013  | Jan Kopecký            | Bryan Bouffier      | Craig Breen         |
| 2014  | 2014  | Esapekka Lappi         | Sepp Wiegand        | Craig Breen         |
| 2015  | 2015  | Kajetan Kajetanowicz   | Craig Breen         | Aleksiej Łukjaniuk  |
| 2016  | 2016  | Kajetan Kajetanowicz   | Aleksiej Łukjaniuk  | Ralfs Sirmacis      |
| 2017  | 2017  | Kajetan Kajetanowicz   | Bruno Magalhães     | Bryan Bouffier      |
| 2018  | 2018  | Aleksiej Łukjaniuk     | Nikołaj Griazin     | Bruno Magalhães     |
| 2019  | 2019  | Chris Ingram           | Aleksiej Łukjaniuk  | Łukasz Habaj        |
| 2020  | 2020  | Aleksiej Łukjaniuk     | Oliver Solberg      | Grégoire Munster    |
| 2021  | 2021  | Andreas Mikkelsen      | Efrén Llarena       | Mikołaj Marczyk     |
| 2022  | 2022  | Efrén Llarena          | Javier Pardo Siota  | Yoann Bonato        |
| 2023  | 2023  | Hayden Paddon          | Mārtiņš Sesks       | Mads Østberg        |
| 2024  | 2024  | Hayden Paddon          | Mathieu Franceschi  | Mikołaj Marczyk     |